# Stary Henryków
Stary Henryków (niem. Alt Heinrichau) – wieś w Polsce, położona w województwie dolnośląskim, w powiecie ząbkowickim, w gminie Ciepłowody.

## Podział administracyjny
W latach 1975–1998 miejscowość należała administracyjnie do województwa wałbrzyskiego.

## Demografia
Według Narodowego Spisu Powszechnego (III 2011 r.) liczył 311 mieszkańców. Jest drugą co do wielkości miejscowością gminy Ciepłowody.

## Nazwa
12 listopada 1946 nadano miejscowości polską nazwę Stary Henryków.

## Zabytki
Do wojewódzkiego rejestru zabytków wpisany jest:
- kościół filialny pw. św. Marcina, z XV-XVIII w. Na jego wieży kościoła zachował się mechanizm zegara, będący jednak w złym stanie. Po 1945 ze ścian wieży usunięto tarcze zegara, widoczne na ikonografii okresu międzywojennego.